# Georges Lebiedinsky
Georges Lebiedinsky (Жорж Лебединский) era un doctor franco-ucraniano de origen judío conocido por su participación en el escuadrón de la Fuerza Aérea Francesa Normandie-Niemen que sirvió en el frente oriental del Teatro Europeo en la Segunda Guerra Mundial. Fue también un médico y cirujano conocido.

## Niñez
Nació en Ucrania en una familia de grandes científicos de este país. Supo hablar 5 idiomas desde su infencia que hablaba con sus criadas extranjeras. Se fue de su país de nacimiento después de la Revolución rusa.

## Segunda Guerra Mundial
Georges Lebiedinsky se reunió con el general Charles De Gaulle a Londres después del llamamiento del 18 de junio de 1940. El general envió a Lebiedinsky en el frente oriental para luchar contra los nazis. Por su papel en esta guerra fue condecorado de la Legión de Honor, Cruz de guerra 1939-1945 y Medalla Militar. Recibió también condecoraciones soviéticas las más importantes así como la Orden de la Bandera Roja, la Orden de la Guerra para la Patria y la Medalla de la victoria sobre Alemania en la Gran Guerra Patriótica 1941-1945 entre otros. Estas condecoraciones le fueron entregadas durante una ceremonia en Moscú en presencia de Charles de Gaulle y Stalin.
Roland Chalosse desempeña su papel en la película Normandie-Niemen de Jean Dréville.

## Carrera médica
Siguió su vida como cirujano en París y particularmente inventó un sistema revolucioniario de infusión intravenosa flexible que permite introducir una aguja directamente en la infusión ("flexible container with means for removing or injecting a liquid"). Fue también copropietario de una clínica del suburbio de París.